# Biblioteca comunale Ariostea
La Biblioteca comunale Ariostea si trova nel Palazzo Paradiso di Ferrara in via delle Scienze 17, all'angolo con via Giuoco del Pallone.

## Palazzo Paradiso
Il palazzo Paradiso fu costruito nel 1391 come delizia estense su incarico di Alberto V d'Este e venne decorato con affreschi della vita di corte. Divenne sede conciliare tra il 1437 e il 1438 durante il Concilio di Basilea, Ferrara e Firenze.

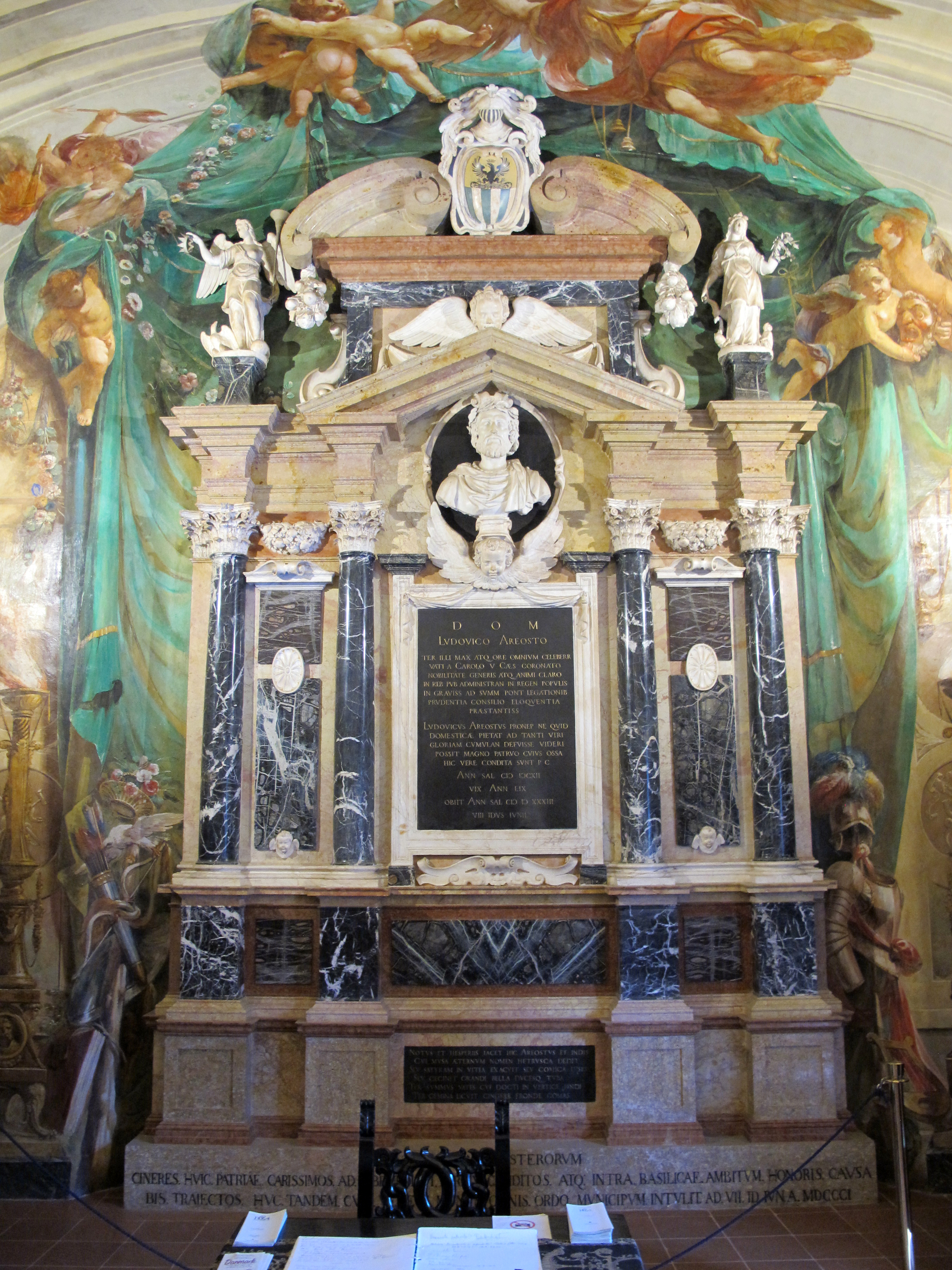
Tomba di Ludovico Ariosto nella sala al primo piano di palazzo Paradiso

Nel Seicento, a seguito di un intervento di Giovan Battista Aleotti, vennero costruiti la torre dell'orologio e il portale marmoreo così il palazzo assunse il suo aspetto recente. Lo scalone d'onore del palazzo è monumentale, in marmo, adorno di epigrafi e affreschi.

### Cortile
Il palazzo in origine aveva quattro corpi di fabbrica che si affacciavano su una corte rettangolare, con tre logge. Di queste oggi ne resta una solamente, ma il cortile conserva molto dell'atmosfera medievale di quel primo periodo. Dopo la fondazione dell'Università venne utilizzato come Orto botanico sino a quando la sede definitiva del giardino di ateneo fu trasferita in corso Porta Mare.

## Biblioteca Ariostea
Nel 1753 il palazzo divenne sede della biblioteca civica e la sala più importante della biblioteca, al primo piano, conserva la tomba di Ludovico Ariosto alla cui memoria la biblioteca è intitolata. 
Il mausoleo dell'Ariosto (opera di Giovan Battista Aleotti) vi fu trasferito con le ceneri del poeta nel 1801 per ordine del generale francese Miollis. In precedenza si trovava nella chiesa di San Benedetto.
Dal 1892 al 1933 direttore della biblioteca fu Giuseppe Agnelli, personalità molto attiva sul piano culturale a Ferrara e fondatore, nel 1906, della Ferrariae Decus.. Dal 1933 al 1945 gli succedette Giuseppe Ravegnani.
La biblioteca contiene diversi volumi e manoscritti antichi, incunaboli, codici miniati, cimeli dell'Ariosto e di altri scrittori. Contiene circa 650 edizioni diverse delle opere di Ariosto tra le quali alcune dell'epoca.
Nel corso degli anni le sue sale storiche e gli archivi sono stati frequentati da molti esponenti della cultura non solo cittadina come Giorgio Bassani, Flavio Bertelli, Adriano Franceschini, Marco Antonio Guarini e Gianna Vancini.

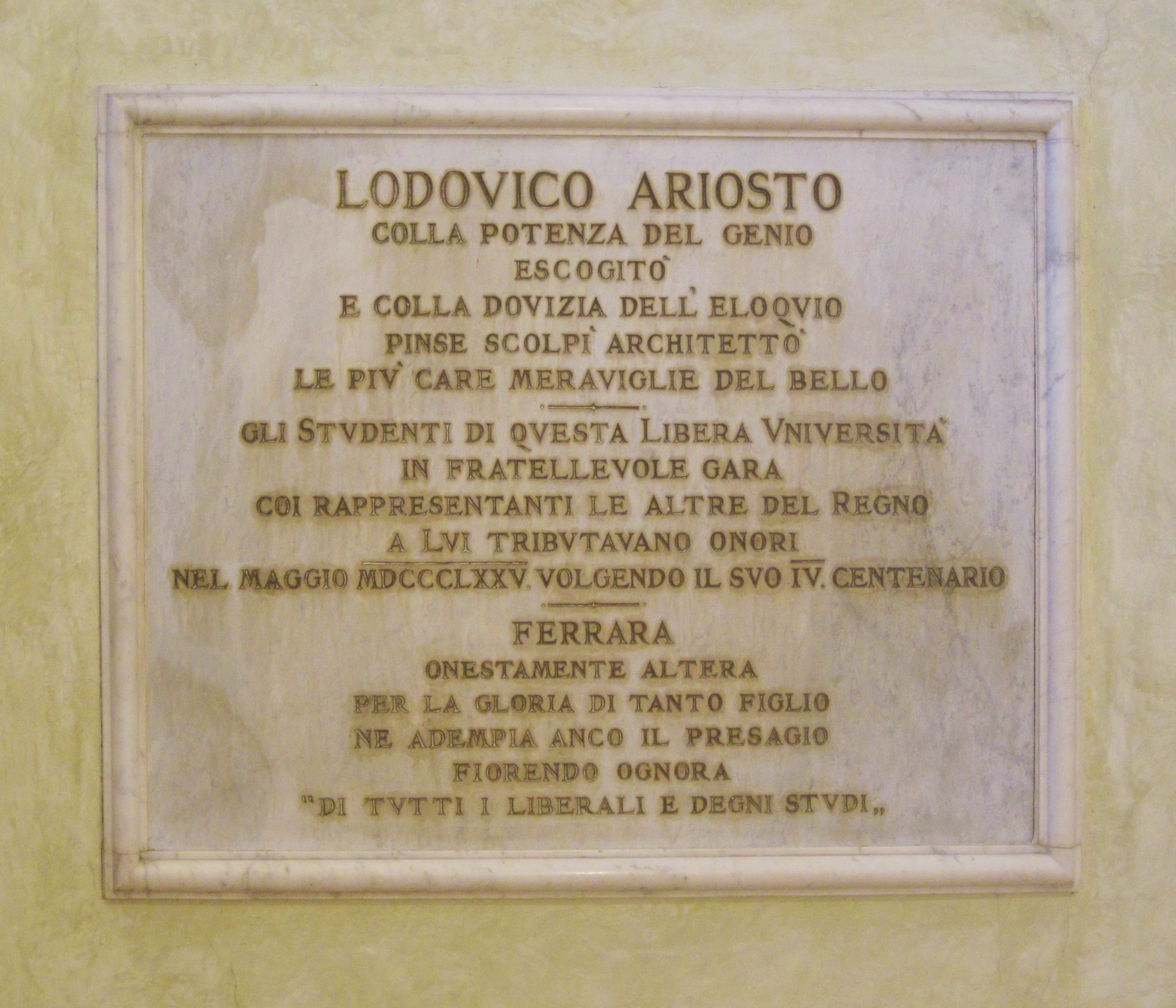
Lapide nello scalone d'onore di palazzo Paradiso a ricordo di Ludovico Ariosto

## Sede Università degli Studi di Ferrara
Nel 1567 l'edificio venne dato in affitto dal cardinale Ippolito II d'Este al magistrato dei Savi, affinché vi trasferisse tutte le facoltà universitarie, quindi il palazzo fu sede dell'Università degli Studi di Ferrara da quel momento sino al 1963. Dopo quella data nel palazzo rimase solo la biblioteca comunale Ariostea.
Nello scalone d'onore varie lapidi ricordano ad esempio Niccolò Copernico, che si laureò a Ferrara nel 1503 in diritto canonico, Paracelso, che in questo stesso edificio divenne dottore in medicina, Pio VI, che qui conseguì la laurea in giurisprudenza e Ludovico Ariosto, che gli studenti dell'università vollero ricordare nel 1875.

## Teatro anatomico
Nell'edificio è presente il teatro anatomico ricostruito nel 1731 dall'architetto Mazzarelli in sostituzione di una sala precedente risalente al XVI secolo e non più sufficiente per le necessità universitarie del periodo.